# Eragisa ligata
Eragisa ligata är en fjärilsart som beskrevs av William Schaus 1911. Eragisa ligata ingår i släktet Eragisa och familjen tandspinnare. Inga underarter finns listade i Catalogue of Life.